# Oranjegebergte (Suriname)
Het Oranjegebergte is een bergketen in het zuiden van Suriname die onderdeel uitmaakt van het Hoogland van Guyana. Geologisch gezien is het een noordelijke uitloper van het Toemoek-Hoemakgebergte.
De rivier de Oelemari ontspringt in dit gebergte en stroomt naar het noordoosten en mondt daar uit in de Litani. De Pimbakreek oftewel Prattikreek (gesplitst in twee zijstromen) vindt ook zijn oorsprong in het Oranjegebergte. Deze kreken stromen naar het noorden en monden uit in de rivier de Tapanahony.

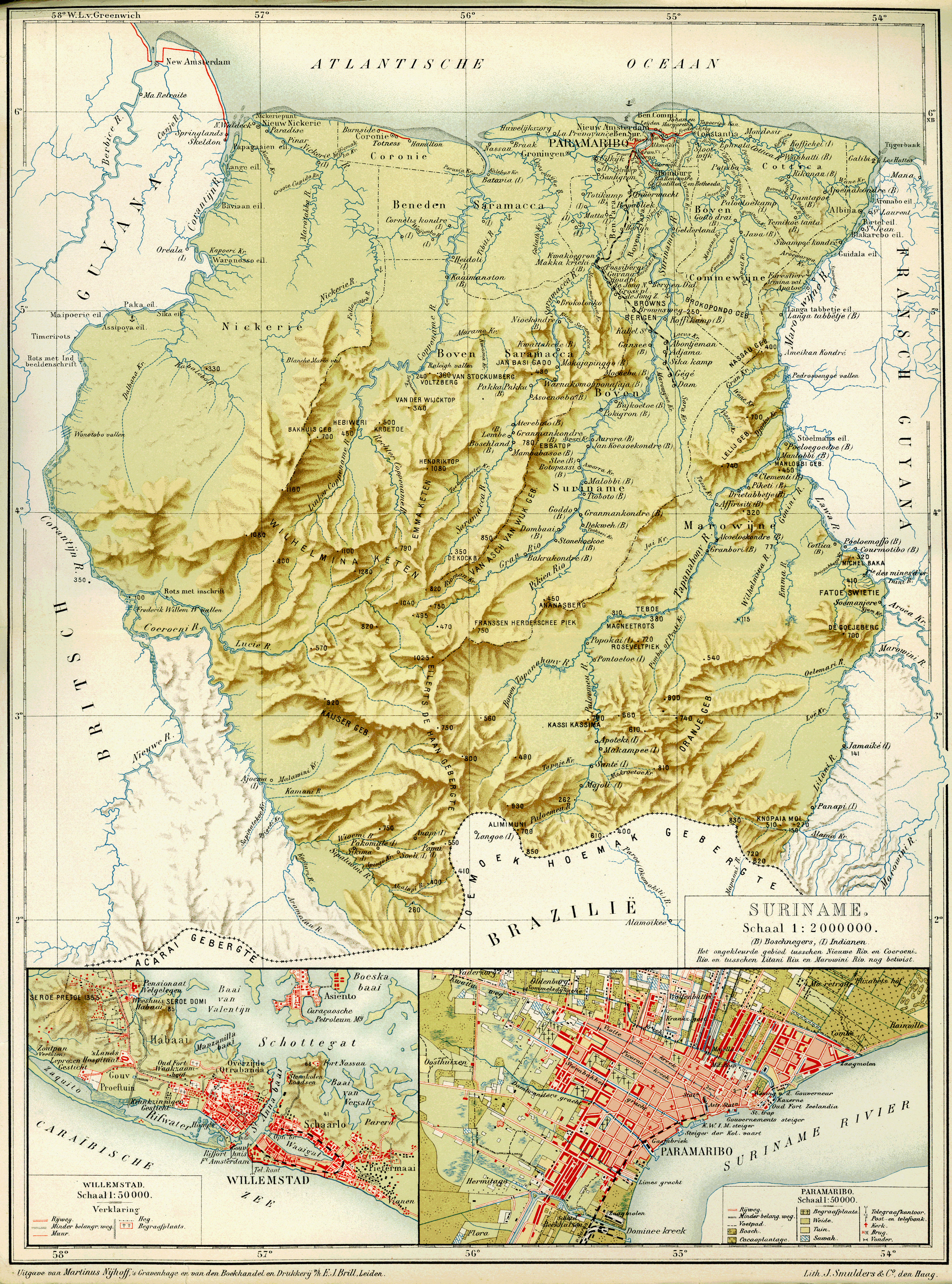
Kaart uit 1914-1917 waarop rivieren en gebergten duidelijk zichtbaar

## Bron
- Bos-Niermeyer, 1951. Schoolatlas der gehele aarde. Wolters, Groningen, Djakarta.